# PECOTA
Pour les articles homonymes, voir Pecota.
PECOTA, acronyme de Player Empirical Comparison and Optimization Test Algorithm, est un programme de calcul sabermétrique, utilisé dans les Ligues majeures de baseball, permettant de faire des prédictions statistiques relatives aux résultats et performances d'un joueur de baseball. Ce système a été développé par le statisticien américain Nate Silver en 2002 et 2003, et ses premiers résultats sont présentés dans l'édition 2003 de Baseball Prospectus. La société Baseball Prospectus est propriétaire de PECOTA depuis 2003 et publie depuis cette saison, dans son édition annuelle, les prévisions statistiques sabermétriques basées sur PECOTA.
Par rétroacronymie, il réfère à l'ancien joueur Bill Pecota,,.